# 1711 Sandrine
Az 1711 Sandrine (ideiglenes jelöléssel 1935 BB) a Naprendszer kisbolygóövében található aszteroida. Eugène Joseph Delporte fedezte fel 1935. január 29-én.